# Тажин, Марат Муханбетказиевич
Марат Муханбетказиевич Тажин (8 апреля 1960, Актюбинск, КазССР, СССР) — государственный деятель Казахстана, Чрезвычайный и Полномочный Посол Республики Казахстан в Чешской Республике.

## Биография
Родился в 1960 году в Актюбинске. Происходит из рода шекты племени алимулы. В 1981 году окончил Алма-Атинский институт народного хозяйства по специальности «экономист». Кандидат философских наук (1985). Доктор социологических наук (1990). Профессор (1993). Академик Академии социальных наук РК (1995). Академик Российской Академии социальных наук (1997). Академик и президент Академии политической науки РК (1997).
- В 1981—1983 годах — инженер-экономист Совета по изучению производственных сил (СОПС) АН КазССР.
- В 1983—1987 годах — аспирант, преподаватель Казахского Государственного Университета. имени Кирова
- В 1987—1988 годах проходил стажировку в Лондонском Университете Великобритании.
- В 1991—1992 годах заведовал кафедрой Института повышения квалификации преподавателей общественных наук при КазГУ имени аль-Фараби.
- С 1992 года — в Аппарате Президента и Кабинета Министров Республики Казахстан: первый заместитель заведующего, заведующий Отделом внутренней политики, заместитель Руководителя Аппарата Президента РК и руководитель Информационно-аналитического центра.
- В 1994—1995 годах — Государственный советник Президента Республики Казахстан.
- В 1995—1999 годах — заместитель Руководителя Администрации Президента и руководитель Центра анализа и стратегических исследований Администрации Президента.
- В 1999—2001 годах — помощник Президента по вопросам национальной безопасности — Секретарь Совета Безопасности.
- В 2000 году исполнял обязанности Председателя Государственной комиссии Республики Казахстан по борьбе с коррупцией.
- В 2001 году возглавлял Комитет национальной безопасности Республики Казахстан.
- В 2002 году — помощник Президента по вопросам национальной безопасности — Секретарь Совета Безопасности Республики Казахстан.
- С августа 2002 по апрель 2006 года — Первый заместитель Руководителя Администрации Президента Республики Казахстан.
- С апреля 2006 по 11 января 2007 года — помощник Президента — секретарь Совета Безопасности Республики Казахстан.
- С 11 января 2007 по 4 сентября 2009 года — Министр иностранных дел.
- С 4 сентября 2009 по 16 января 2013 года — помощник Президента — Секретарь Совета Безопасности Республики Казахстан.
- С 16 января 2013 по 21 января 2014 года — Государственный секретарь Республики Казахстан[2][3].
- С 11 февраля 2014 по 2017 год — Чрезвычайный и Полномочный Посол Казахстана в России[4].
- С 12 января 2017 года — Первый заместитель Руководителя Администрации Президента Республики Казахстан[5].
- С 24 марта 2019 по 18 сентября 2019 года  — Государственный секретарь Республики Казахстан[6][7].
- С 26 ноября 2019 по 16 июня 2023 года  — Чрезвычайный и Полномочный Посол Республики Казахстан в Чешской Республике[8][9].

## Награды
- Орден «Барыс» I степени (2007).
- Орден «Барыс» II степени (2016)[10].
- Орден «Барыс» III степени (2020)[11].
- Орден «Курмет» (15 декабря 2002 года)[12].
- Орден Дружбы (21 августа 2017 года, Россия) — за заслуги в укреплении дружбы и сотрудничества между народами, плодотворную деятельность по сближению и взаимообогащению культур наций и народностей[13].
- Юбилейная медаль «10 лет Астане»[14].
- Медаль «20 лет Ассамблее народа Казахстана» (2016)[15].
- Две медали.
- Почётный сотрудник органов национальной безопасности РК.
- Грамота Содружества Независимых Государств (3 сентября 2011 года) — за активную работу по укреплению и развитию Содружества Независимых Государств[16].